# Крыжановка (Орджоникидзевский сельский совет)
Крыжановка (укр. Крижанівка; c 1965 г. до 2016 г. — Жовтневое) — село, относится к Орджоникидзевскому сельскому совету Ширяевского района Одесской области Украины.
Население по переписи 2001 года составляло 41 человек. Почтовый индекс — 66850. Телефонный код — 4858. Занимает площадь 0,92 км². Код КОАТУУ — 5125485603.

## Местный совет
66850, Одесская обл., Ширяевский р-н, с. Армашевка, ул. Центральная, 9